# Lycopodiodes contiguum
Lycopodiodes contiguum là một loài thực vật có mạch trong Họ Thạch tùng. Loài này được (Baker) Kuntze mô tả khoa học đầu tiên năm 1891.